# Roaring Six Guns
Pour plus de détails, voir Fiche technique et Distribution.
Roaring Six Guns (en français : Quand les six-coups rugissent) est un western américain réalisé par J. P. McGowan, sorti en 1937. Le film met en vedette Kermit Maynard, Mary Hayes, Sam Flint, John Merton, Budd Buster, Robert Fiske et Ed Cassidy. Le film est sorti le 1er septembre 1937 chez Ambassador Pictures,,.
Roaring Six Guns est le dernier film à offrir un rôle principal à Kermit Maynard. Il a joué dans 18 films pour Ambassador Pictures de 1935 à 1937. Après ce film, il a recommencé à faire des cascades et à jouer dans des seconds rôles.

## Synopsis
Le bail du gouvernement fédéral que Sinclair possède sur des terres est sur le point d’expirer. George Ringold veut les terres et il engage Roberts et ses hommes. Mais ils s’avèrent être un gang de tueurs, et les problèmes surgissent bientôt.

## Distribution
- Kermit Maynard : Buck Sinclair
- Mary Hayes : Beth Ringold
- Sam Flint : George Ringold
- John Merton : Mileaway Roberts
- Budd Buster : Wildcat Roper
- Robert Fiske : Jake Harmon
- Ed Cassidy : le commissaire
- Curley Dresden : Slug
- Dick Morehead : Bill
- Slim Whitaker : Skeeter